# Suurisaari (ö i Finland, Södra Savolax, Pieksämäki, lat 62,24, long 26,89)
Suurisaari är en ö i Finland. Den ligger i sjön Loukee och i kommunen Pieksämäki i den ekonomiska regionen  Pieksämäki ekonomiska region  och landskapet Södra Savolax, i den södra delen av landet, 250 km norr om huvudstaden Helsingfors. Öns area är 2,3 hektar och dess största längd är 260 meter i sydöst-nordvästlig riktning.